# Torymus evansi
Torymus evansi är en stekelart som beskrevs av Grissell 2004. Torymus evansi ingår i släktet Torymus och familjen gallglanssteklar. Inga underarter finns listade i Catalogue of Life.